# 里兹万花园 (巴格达)

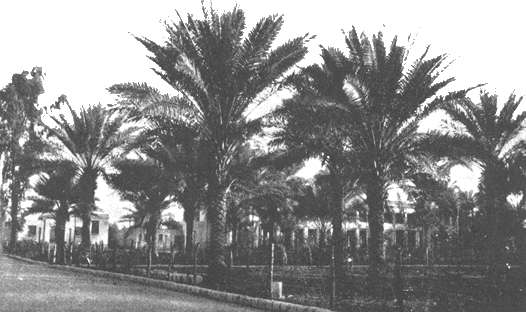
巴格达的里兹万花园

里兹万花园 （意思是天堂花园）也被称为纳吉比耶花园 ，它是一座木质花园，位于底格里斯河畔的如今巴格达鲁萨法区。1863年4月21日至5月2日期间，巴哈伊信仰的创始人巴哈欧拉受到奥斯曼帝国的驱逐，祂在从巴格达前往君士坦丁堡之前于此停留了12天，花园因此而闻名。巴哈欧拉在花园停留期间向随行之人宣告祂就是巴孛曾预言的那位“上帝将昭示天下者”。每年里兹万节巴哈伊都会庆祝这件事。

## 位置和外貌

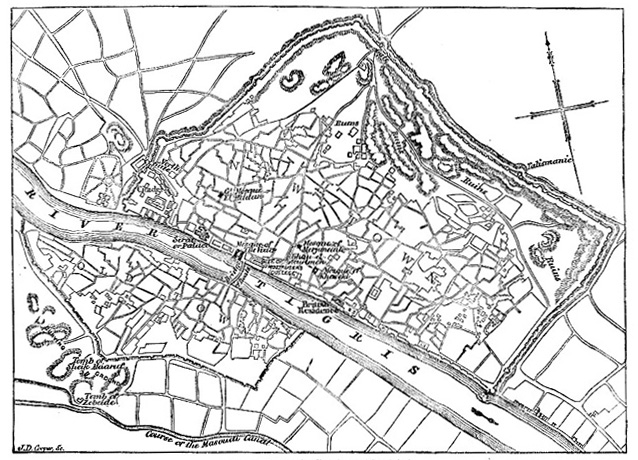
1850年代的巴格达。里兹万花园位于地图左部，在底格里斯河上方。

里兹万花园位于巴格达北面城墙外相连的大片农耕地中，距城北穆阿扎姆门约450英里。它地处底格里斯河东岸，如今是巴格达鲁萨法区的巴布·穆阿扎姆地区，这里正对着巴哈欧拉在城内河西岸的居住地。
印度海军于1850年代描绘的地形图（如图所示）显示出花园与城堡紧邻，四条甬道在中心的圆形区汇聚。在靠近河岸花园的角落处有一个可能是花园宫殿的建筑。这是一个有着四条沿路铺着玫瑰的“鲜花甬道”的木质花园。巴哈欧拉在此停留期间，祂的园丁采摘了玫瑰并堆放在祂为来访者准备的帐篷的地面中间。编年史家纳比勒·阿扎姆写道：“玫瑰花堆得如此之高，在祂的临在前朋友们相聚饮早茶时彼此都看不到花山另一面的人。”花园里夜莺歌声嘹亮，玫瑰馨香，“真是一种美妙动人的情形”。在纳吉布·帕夏宫殿的上游河岸处是花园的一片开阔地，巴哈欧拉的朋友们在此为祂搭起了一个帐篷，随后也为祂的家人支起了一个小帐篷村。
在前往君士坦丁堡途中，巴哈欧拉的蓬车途经里兹万花园，因而祂们自然会在此停留相聚和接见来访者。巴哈欧拉一行从河对岸乘船渡过底格里斯河来到花园，而总督和其他随行的朋友是经“浮桥”过来的。

## 历史

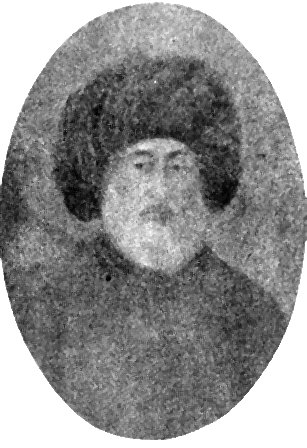
默罕默德·纳吉布·帕夏

默罕默德·纳吉布·帕夏于1842年至1847年担任巴格达总督，他在城外的农业地区修建了这座花园及其宫殿。纳吉比耶花园最初就是以他的名字命名。纳吉布·帕夏于1851年5月逝世。巴哈欧拉于1863年4月至5月在此停留期间，花园应是受其继承人管理。
尽管里兹万花园对巴哈伊社团而言意义非凡，它却从未由巴哈伊信徒所有。1870年政府将花园买来用于招待1870年访问伊拉克的納賽爾丁·沙。纳西尔丁·沙阿曾负责将巴哈欧拉监禁和流放。迈扎特·帕夏在统治时期（1869-1872）将花园扩建：铲平了一条通往花园的道路，并且修建了另一条长约400-500米长的新路。二十世纪早期，为了建造皇家医院，花园被清除了。如今屹立在此的是一个大型教学医院楼群——巴格达医学城。

### 里兹万
巴哈欧拉因参与巴比社团活动而在波斯遭受监禁，之后被纳西尔丁·沙阿流放至巴格达，并于1853年春抵达这里。在接下来的十年中，祂的影响力逐渐扩大，波斯政府因此担心祂会从国外威胁其统治。驻君士坦丁堡的波斯大使要求将巴哈欧拉从巴格达驱逐出去，最终得到了奥斯曼政府的准许。
1863年4月22日巴哈欧拉来到纳吉比耶花园接待来访者，同时让家人为即将启程君士坦丁堡做准备。在祂的儿子阿博都巴哈，米尔扎·迈赫迪和米尔扎·默罕默德·阿里，祂的秘书米尔扎·阿迦·詹及其他人的陪同下，巴哈欧拉乘坐小船来到花园。抵达花园之后，巴哈欧拉首次向一小群家人和朋友宣布了祂的使命和地位。在接下来的十一天中，巴哈欧拉接见了包括巴格达总督在内的众多来访者。由于河水上涨难以渡河，祂的家人直到第九日4月30日才抵达花园。在花园停留的第十二天，巴哈欧拉和家人离开花园开始前往君士坦丁堡。
巴哈欧拉驻留花园期间将花园命名为“里兹万”（天堂），此后这个名字就指代十二天的里兹万节——亦称“节日之王”，巴哈伊信徒于每年4月21日至5月2日之间庆祝。节日中有几天和巴哈欧拉停留花园期间的主要事件相关：第一天庆祝祂来到花园；第九天庆祝祂的家人的到来；第十二天庆祝祂启程前往君士坦丁堡。这三天属于巴哈伊圣日，需暂停工作。